# Šofer gospodične Daisy
Šofer gospodične Daisy (angleško Driving Miss Daisy) je ameriški komično-dramski film iz leta 1989, ki ga je režiral Bruce Beresford po scenariju Alfreda Uhryja, na katerega gledališki igri Driving Miss Daisy iz leta 1987 temelji. V glavnih vlogah nastopajo Jessica Tandy, Morgan Freeman in Dan Aykroyd, Freeman je bil nastopal že v igri. Zgodba prikazuje Daisy in njen pogled skozi omrežje razmerij in čustev, pri čemer se osredotoča na njeno življenje doma in v sinagogi, prijatelje, družino, strahove in pomisleke v obdobju 25 let.
Film je bil premierno prikazan 15. decembra 1989 in se izkazal za uspešnico z več kot 145 milijoni USD prihodkov ob 7,5-milijonskem proračunu. Naletel je tudi na dobre ocene kritikov. Na 62. podelitvi je bil nominiran za oskarja v devetih kategorijah, osvojil pa nagrade za najboljši film, igralko (Tandy), masko in prirejeni scenarij. Osvojil je tudi zlate globuse za najboljši glasbeni ali komični film ter najboljšega igralca (Freeman) in igralko (Tandy) v glasbenem ali komičnem filmu.

## Vloge
- Morgan Freeman kot Hoke Colburn
- Jessica Tandy kot Daisy Werthan
- Dan Aykroyd kot Boolie Werthan
- Patti LuPone kot Florine Werthan
- Esther Rolle kot Idella
- Joann Havrilla kot gospodična McClatchey
- William Hall, Jr. kot Oscar
- Muriel Moore kot Miriam
- Sylvia Kaler kot Beulah
- Crystal R. Fox kot Katey Bell